# Astana Arena
Astana Arena – stadion piłkarski w stolicy Kazachstanu, Astanie. Został wybudowany w latach 2006–09. Jego pojemność wynosi 30 000 widzów, z czego 16 000 mieści pierścień trybun stworzony wokół całego boiska, a kolejne 14 000 może zasiadać na piętrowych trybunach usytuowanych wzdłuż boiska po obu jego stronach. Obiekt wyposażony jest w rozsuwany dach, pomieszczenia dla VIP-ów, mediów i organizatorów oraz system ogrzewania i chłodzenia, co jest ważne ze względu na duże roczne amplitudy temperatur w Astanie. Na stadionie regularnie swoje spotkania rozgrywa FK Astana i Reprezentacja Kazachstanu w piłce nożnej.